# Sedjéfakarê Kay-Amenemhat
Pour les articles homonymes, voir Amenemhat.
Sedjéfakarê Kay-Amenemhat est un roi de la XIIIe dynastie. 

## Attestations
Il est mentionné sur le Canon royal de Turin (7.18).
Plusieurs attestations contemporaines de Sedjéfakarê Kay-Amenemhat sont connues :
- un piédestal de barque du temple de Montou à Médamoud, qui est la seule attestation connue de son nom de Sa-Rê complet, Kay-Amenemhat, et sur lequel se trouvent également des inscriptions de Khoutaouyrê Ougaf, son probable successeur,
- un scarabée,
- un sceau-cylindre provenant de Gebelein,
- des sceaux-cylindres provenant du Fayoum,
- et un graffiti se trouvant dans la pyramide de Khouit II (épouse de Téti) à Saqqarah.

Au cours de sa première année de règne, les dernières marques de relevé du niveau du Nil ont été appliquées dans la région de Semna/Kumma. Il s'écoule environ 70 ans entre cette date et la première marque de la première année d'Amenemhat III. 

## Interprétation du nom de Sa-Rê
Ce roi possède un double nom de Sa-Rê. Ce type de noms a été interprété différemment selon les égyptologues :
- selon Ryholt, les doubles noms sont des noms filiaux : l'un est le vrai nom du roi, l'autre est le nom de son père. Ainsi le roi se nommerait Amenemhat et aurait un père nommé Kay [1] ;
- Julien Siesse fait partie de ceux qui réfute cette hypothèse des doubles noms filiaux. En effet, il note que les doubles noms sont très courants à cette époque, que ce soit chez les particuliers ou dans la famille royale. Ce double nom est en effet un nom principal pour l'un et un surnom pour l'autre. Ils permettent de différencier les membres d'une même famille ayant le même nom principal. Dans les familles royales des différents rois de la XIIIe dynastie, plusieurs princes et princesses sont connus avec des doubles noms. Julien Siesse donne comme exemple les princes de la famille du roi Khâneferrê Sobekhotep : Sobekhotep-Djadja, Sobekhotep-Méjou et Haânkhef-Iykhernéféret[2]. Julien Siesse considère donc que Kay-Amenemhat est le nom complet du roi, Amenhemhat étant le nom principal, Kay étant un surnom[3].

## Famille
Comme expliqué précédemment, l'interprétation des noms doubles a des conséquences sur la reconstruction de la famille royale du roi Kay-Amenemhat :
- selon Ryholt, le roi Kay-Amenemhat serait le fils du roi Seb-Kay, lui-même fils d'un roi nommé Seb, non attesté. Ces deux rois, Seb et Kay, comblerait ainsi une lacune dans le Canon royal de Turin avant Sedjéfakarê Kay-Amenemhat[1].
- cette reconstruction est jugée audacieuse par certains[4], voire erronée. Ainsi, Julien Siesse réfute cette théorie des doubles noms filiaux : aucun élément concret ne permet de relier le roi à d'autres personnes si ce n'est qu'il y avait peut-être plusieurs Amenemhat dans la famille de Kay-Amenemhat. Il était donc peut-être lié familialement à ses prédécesseurs chez lesquels plusieurs Amenemhat sont présents, mais sans pour autant connaître exactement la nature de ces liens[2]. Quant au roi Sebkay, attesté uniquement par une baguette en bois, serait une écriture corrompue du nom du roi Ouseribrê Senebkay, roi plus tardif de la XVIe dynastie.